# Mirassol d'Oeste
Mirassol d'Oeste är en kommun i Brasilien.   Den ligger i delstaten Mato Grosso, i den centrala delen av landet, 1 100 km väster om huvudstaden Brasília. Antalet invånare är 25 331.
Omgivningarna runt Mirassol d'Oeste är huvudsakligen savann. Runt Mirassol d'Oeste är det ganska glesbefolkat, med 24 invånare per kvadratkilometer.